# Alex Balfanz
Alex Balfanz (né le 5 mai 1999) est un développeur de jeux vidéo américain, surtout connu comme co-créateur du jeu Roblox Jailbreak. 

## Début de carrière
Né en 1999, Balfanz a commencé à coder des jeux à l'aide de Roblox Studio à l'âge de 9 ans. Le père de Balfanz travaillait comme programmeur, ce que Balfanz cite comme l'une des principales raisons de son intérêt précoce pour le codage. Il a fréquenté le lycée Trinity Preparatory School (en). Avant de publier Jailbreak, Balfanz avait créé plusieurs autres jeux sur Roblox, qui, selon lui, lui avaient rapporté « peut-être quelques milliers » de dollars.

## Carrière
En janvier 2016, Balfanz et son partenaire commercial, qui se fait appeler asimo3089, ont créé le jeu Volt, un jeu à monde ouvert dans lequel les joueurs complètent des mini-jeux.
En janvier 2017, Balfanz, ainsi que "asimo3089", ont téléchargé Jailbreak, un jeu de flics et de voleurs, sur Roblox. Le premier jour de sa sortie, il a atteint 70 000 joueurs ; aujourd'hui, il en compte environ 60 000 à chaque fois que je vérifie les joueurs simultanés, un chiffre qui, selon Balfanz, l'a choqué. Il est rapidement devenu l'un des jeux les plus populaires de la plateforme et a fait de Balfanz un millionnaire,.

## Vie privée
Balfanz fréquente l'université de Duke, où il peut rembourser sa dette universitaire grâce aux fonds provenant de ses jeux,.